# Королевские кобры
Королевские кобры (лат. Ophiophagus) — род змей из семейства аспидовых, включающий самых крупных аспидов и ядовитых змей в целом. Долгое время считался монотипическим, пока в 2024 году в ходе таксономической ревизии королевскую кобру (Ophiophagus hannah) не разделили на 4 вида. Распространены в Южной и Юго-Восточной Азии.

## Описание
Представители рода достигают длины до 5,6 м, являясь самыми крупными аспидами и крупнейшими ядовитыми змеями. Они отличаются наличием парных затылочных щитков на голове, низким числом чешуй вокруг середины тела (15), специфической организацией подхвостовых щитков, расположенных в ряду из непарных и парных щитков, поперечными полосами на теле, наличием бороздок на нёбной и зубной костях, редуцированным числом зубов на крыловидной кости, более длинными и глубоко разделёнными гемипенисами у самцов относительно других аспидов, а также отсутствием бронхов в лёгких и узкой мозговой коробкой.

## Ареал
Широко распространены в Южной и Юго-Восточной Азии от восточного Пакистана через Индию, Непал, Бутан и Бангладеш до Китая (включая Гонконг), Индокитая, Малакки, Суматры, Явы, Калимантана, Бали, а также Сулавеси и Филиппин.

## Номенклатура и систематика
Первоначально род был выделен Т. Э. Кантором в 1836 году для описанного им вида Hamadryas hannah. Через два года, в своём докладе на собрании Зоологического общества Лондона Кантор переописывает его под другим названием, Hamadryas ophiophagus. В последствии выяснилось, что родовое название Hamadryas Cantor, 1836 является младшим омонимом рода бабочек Hamadryas Hübner, 1818, в связи с чем в качестве родового названия было выбрано название Ophiophagus Günther, 1864.
На 2024 год включает 4 вида:
- Ophiophagus hannah (Cantor, 1836) — королевская кобраtypus — наиболее широко распространённый вид, занимающий территорию от крайнего востока Пакистана до Китая и Индокитая.
- Ophiophagus bungarus (Schlegel, 1837) — обитает на полуострове Малакка, островах Сундадланда и южных островах Филиппин.
- Ophiophagus kaalinga Gowri Shankar, Das & Ganesh, 2024 — эндемик Западных Гат на юго-западе Индии.
- Ophiophagus salvatana Gowri Shankar, Das & Wüster, 2024 — описан с филиппинского острова Лусон.